# Jaderná elektrárna Kašiwazaki-Kariwa
Jaderná elektrárna Kashiwazaki-Kariwa (japonsky 柏崎刈羽原子力発電所, Kašiwazaki Kariwa genširjoku hacudenšo) je provozní jaderná elektrárna v Japonsku. Nachází se částečně na území města Kašiwazaki a částečně obce Kariwa v prefektuře Niigata na břehu Japonského moře, které slouží jako zdroj chlazení. Elektrárna byla dočasně vyřazena z provozu po havárii v jaderné elektrárně Fukušima. V roce 2025 jde o nejvýkonnější jadernou elektrárnu na světě s instalovaným hrubým výkonem 8212 MW. Zařízení vlastní a provozuje společnost TEPCO. 

## Historie a technické informace

### Počátky
Již v roce 1971 začala společnost Tokyo Electric Power Company (TEPCO) uvažovat o výstavbě jaderné elektrárny poblíž města Kashiwazaki v prefektuře Niigata. Stejně jako v jiných prefekturách, například v prefektuře Aomori, byla důvodem špatná technická dostupnost a neekonomický přenos elektřiny do těchto regionů. Výstavba nových jaderných elektráren však s sebou přinesla ekologické problémy, ale i sociální problémy, jako například veřejné protesty proti výstavbě dalších jaderných elektráren. Navzdory všem výhradám bylo místo vybráno pro výstavbu osmi reaktorů, každý s výkonem 1100 MW. O projekt měl zájem průmysl ve Spojených státech amerických, který by mohl dodávat hlavní komponenty. Pozemek pro jadernou elektrárnu byl oficiálně zakoupen pod záminkou vytvoření rekreační oblasti pro zaměstnance společnosti TEPCO. Když se plány poprvé dostaly na veřejnost, cena pozemku vzrostla o 25%. Stavební práce měly začít mezi lety 1972 a 1977, ale kvůli protestům to nebylo možné.
Až do roku 1976 existovaly námitky ze strany místních komunit, ale ty postupně překonaly svůj odpor k projektu. Obyvatelstvo sousedního města Kashiwazaki, stejně jako místní občané, se i nadále informovali o jaderné energii, aby se s touto technologií seznámili. Další geologický výzkum obyvatel Kashiwazaki odhalil, že pod plánovaným místem je geologický zlom. TEPCO se ohrazovalo tím, že zemětřesení naposledy zasáhlo oblast asi před 300 000 lety, ale obyvatelé předložili zprávu jiné společnosti z roku 1920, která toto vyvrací. Kvůli těmto lžím se proti projektu obrátilo zhruba 30% obyvatel oblasti a 50% mělo výhrady. Navzdory dalším výhradám a váhavým reakcím se společnost TEPCO rozhodla, že elektrárnu postaví. Jedním z důvodů bylo, že protesty iniciovali převážně rybáři a farmáři, kteří s projektem nebyli seznámeni.
Bloky elektrárny nebyly stavěny chronologicky, protože se původně jednalo o dvě jaderné elektrárny, které byly posléze sloučeny v jednu.

### Výstavba
Výstavba prvního reaktoru začala 5. června 1980. Dodavatelem reaktoru byla společnost Toshiba. Kvůli probíhajícím protestům se 4. prosince 1980 konalo první veřejné slyšení o jaderné elektrárně. Místní obyvatelé však nebyli ohromeni a připojili se k dalším 8 000 lidem na protest proti elektrárně, což byl dosud největší protest proti jaderné elektrárně v Japonsku. Obklíčili halu bojových umění ve městě Kashiwazaki, kde se slyšení konalo, ve snaze slyšení zastavit. Vzhledem k tomu, že výstavba prvního reaktoru již probíhala a stavba se také zpožďovala, protesty proti výstavbě pátého a druhého (pořadí reaktorů je nechronologické) reaktoru zpozdily zahájení výstavby o deset let, což postavilo společnost TEPCO a vládu do téměř beznadějné situace. Podobné protesty a akce byly později zaznamenány v jaderných elektrárnách Šimane a Hamaoka.
Výstavba pátého bloku začala 20. června 1985, následovaná blokem druhým 18. listopadu 1985. Dodavatelem bloku 2 je společnost Toshiba a bloku 5 společnost Hitachi. Výstavba třetího bloku následovala 7. března 1989 a dodavatelem se stala opět společnost Toshiba. čtvrtý blok zahájil stavbu dne 5. března 1990. Tentokrát byla však zakázka udělena společnosti Hitachi. Vzhledem k dalšímu vývoji technologie varných reaktorů společností General Electric ve spolupráci s TEPCO, Hitachi a Toshiba vznikl model reaktoru ABWR. Ten byl o něco výkonnější, než BWR-5, tudíž byl projekt zredukován z osmi na sedm bloků, proto byly od té doby plánovány pouze bloky 6 a 7 jako ABWR. Tyto tři společnosti společně získaly zakázku v celkové hodnotě pět miliard amerických dolarů, z čehož jedna miliarda amerických dolarů měla být přidělena společnosti General Electric a zbytek společnostem Hitachi a Toshiba. Společnost General Electric měla dodat systémy jaderných parogenerátorů, první zavážku aktivní zóny a turbogenerátory o výkonu 1356 MW. Uvedení obou reaktorů do provozu bylo naplánováno na roky 1996 a 1998. Výstavba šestého bloku začala 3. listopadu 1992 a blok 7 následoval 1. července 1993.
Vzhledem k tomu, že bloky 6 a 7 měly být prvními reaktory ABWR na světě, byly použity nové konstrukční metody k urychlení dokončení. Důraz byl kladen na použití velkých předem smontovaných prvků, které bylo možné instalovat za každého počasí. V důsledku toho byla tlaková nádoba reaktoru v bloku 6 vyzdvižena na své místo 23. srpna 1994 a horký zkušební provoz začal 18. května 1995. O den později byla tlaková nádoba reaktoru vyzdvižena na své místo v bloku 7 a horký zkušební provoz začal 26. dubna. Blok 6 byl poprvé zaplněn palivovými články 30. listopadu 1995 a blok 7 10. října 1996.

### Uvedení do provozu
První reaktor byl poprvé synchronizován s elektrickou sítí 13. února 1985 a do komerčního provozu byl předán 18. září 1985. Po prvním bloku byl pátý blok poprvé synchronizován s elektrickou sítí 12. září 1989 a druhý blok 8. února 1990. Pátý blok byl předán do komerčního provozu 10. dubna 1990 a druhý blok 28. září 1990. Třetí blok byl synchronizován s elektrickou sítí 8. prosince 1992 a provozovateli byl předán 11. srpna 1993. Čtvrtý blok byl poprvé synchronizován s elektrickou sítí 21. prosince 1993 a provozovateli byl předán 11. srpna 1994. Šestý blok byl poprvé spuštěn do provozu 29. ledna 1996 a do komerčního provozu byl uveden 7. listopadu 1996. Poslední reaktor, sedmý blok, následoval v prosinci. 17. prosince 1996 se synchronizací sítě a do komerčního provozu vstoupila 2. července 1997. Se zprovozněním posledních dvou reaktorů se elektrárna stala nejvýkonnější jadernou elektrárnou na světě.
V 90. letech 20. století se japonský palivový průmysl zaměřil zejména na přepracování jaderného paliva z jaderných elektráren, a proto měly být některé reaktory, včetně 3. bloku v Kashiwazaki Kariwa, navrženy pro palivové články MOX. Obyvatelstvo však protestovalo. V květnu 2001 vláda okresu Kariwa po referendu zakázala používání prvků MOX v jaderné elektrárně Kashiwazaki Kariwa. V září 2002 společnost TEPCO podlehla tlaku a nepovolila zavážení paliva do reaktoru. Aktivní zóna upravená pro palivo MOX pro 3. blok byla v roce 2002 odeslána zpět do Velké Británie.
V roce 2002 se společnost TEPCO zapletla do skandálu poté, co byly po léta falšovány zkušební protokoly jaderných elektráren. V důsledku toho společnost TEPCO v polovině dubna 2003 odstavila všech svých 17 reaktorů v jaderných elektrárnách Kashiwazaki Kariwa, Fukushima-Daiichi a Fukushima-Daini kvůli mimořádným inspekcím. Zatímco bloky 4 až 7 byly znovu spuštěny v roce 2003, inspekce bloků 1 až 3 trvaly až do roku 2004.
V roce 2004 došlo k zemětřesení, které však nevyžadovalo odstavení jaderné elektrárny. Blok 7 byl nicméně automaticky odstaven z důvodu krátkodobého axiálního posunutí rotoru turbíny. To je dáno tím, že parní turbíny vyžadují přesně symetrický tok páry a rotor je přesně vyvážený, takže axiální pohyby nemají během provozu vliv. Během zemětřesení se však může zatížení zvýšit. Pokud se toto odchýlí o více než setinu, ochranný systém bloku zareaguje a celý blok vypne.

### Zemětřesení Niigata-Čúetsu
Dne 16. července 2007 došlo k pobřežnímu zemětřesení Niigata-Čúetsu, které dosáhlo síly 6,6 stupně. Jaderná elektrárna, která se nacházela asi 20 kilometrů od epicentra, byla bezpečně odstavena, ale došlo k určitému poškození elektrárny a k úniku malého, podlimitního množství radioaktivity. V druhém bloku došlo k úniku oleje z nádrže turbínou poháněného napájecího čerpadla reaktoru, který uvolnil 800 litrů. Nejzávažnější událostí na třetím reaktorovém bloku byl požár transformátoru, který byl uhašen po dvou hodinách. Po zemětřesení již nebylo možné spustit filtrační čerpadlo chladicí vody. V turbínové hale byly poškozeny i mostové jeřáby, z nichž jeden sjel z kolejnic. Blok 7 se mírně propadl a po zemětřesení bylo zjištěno, že budova je také mírně nakloněná. Stejně jako u předešlých reaktorů byl objeven únik v olejové vaně transformátoru.
V důsledku zemětřesení vláda požadovala modernizaci reaktorů na vyšší bezpečnostní standardy pro případ silnějšího zemětřesení. Zároveň byl krizový management společnosti TEPCO ostře kritizován. Blok 7 byl znovu spuštěn 15. května 2009. Reaktor 6 následoval 26. srpna 2009 a byl synchronizován se sítí 31. srpna. Blok 1 byl resynchronizován s elektrickou sítí 6. června 2010 a blok 5 následoval 26. listopadu 2010.

### Zemětřesení Tóhoku
V březnu 2011 po zemětření a tsunami Tóhoku došlo k havárii jaderné elektrárny Fukušima. Byla zásadně zpochybněna důvěra země v jadernou energii. Proto byla Kašiwazaki-Kariwa, která sama nebyla zasažena, preventivně odstavena, stejně jako všechny japonské jaderné elektrárny, a od března 2012 je mimo provoz. Měsíc po Fukušimě oznámila společnost TEPCO konkrétní opatření na ochranu elektrárny Kashiwazaki-Kariwa před silnými tsunami. Od té doby byla elektrárna v mnoha oblastech přestavěna, aby splňovala výrazně zvýšené bezpečnostní požadavky. Patří mezi ně 15 m vysoká zeď proti tsunami, nové nádrže na chladicí vodu a další filtry, které zabraňují úniku radioaktivních částic. Rozšířil se také počet zaměstnanců a byly zavedeny speciální výcvikové programy pro mimořádné události.

### Restartování
O restartování bloků 6 a 7 bylo poprvé požádáno 27. září 2013. V roce 2017 bylo prohlášeno, že bloky splňují zpřísněné požadavky.
V dubnu 2021 provozovatel informoval úřady, že areál elektrárny nebyl v loňském roce dostatečně zabezpečen na 16 místech, což umožňovalo neoprávněným osobám bez problémů vstoupit do nečinné elektrárny. Inspektoři také odhalili pokus o utajování ze strany společnosti TEPCO. Protijaderný aktivista a bývalý jaderný inženýr Toshio Kimura zjistil, že vytrvalé utajování ze strany TEPCO vedlo k zásadně chybným předpisům o jaderné bezpečnosti.  Kvůli incidentu bylo zakázáno restartování elektrárny na další rok a půl.
Od konce roku 2021 zahájila nová japonská vláda Fumia Kišidy jadernou transformaci v Japonsku, přičemž politici opět plně podporovali restart stávajících jaderných elektráren. Aby se snížila závislost na dovozu ropy a plynu a zabránilo se nedostatku elektřiny, premiér prosazoval co nejrychlejší opětovné uvedení do provozu co nejvíce jaderných elektráren. Naznačil, že první blok elektrárny by mohl být obnoven v létě 2023. Až v prosinci 2023 se NRA (Nuclear Regulation Authority) znovu přesvědčila o stavu elektrárny a dala zelenou jejímu restartování. Dne 15. dubna 2024 zahájila společnost TEPCO doplňování paliva do bloku 7 a jeho přípravu k provozu. Do 26. dubna byl blok plně naložen palivem. Před skutečným restartováním však společnost TEPCO stále potřebuje schválení od místní samosprávy Niigata. V červnu 2025 začalo být také do bloku č. 6 zaváženo palivo.

## Informace o reaktorech
| Reaktor             | Typ reaktoru  | Výkon   | Výkon   | Zahájení výstavby | Připojení k síti | Uvedení do provozu | Uzavření |
| Reaktor             | Typ reaktoru  | Čistý   | Hrubý   | Zahájení výstavby | Připojení k síti | Uvedení do provozu | Uzavření |
| ------------------- | ------------- | ------- | ------- | ----------------- | ---------------- | ------------------ | -------- |
| Kašiwazaki-Kariwa-1 | BWR-5 251-764 | 1067 MW | 1100 MW | 5. 6. 1980        | 13. 2. 1985      | 18. 9. 1985        |          |
| Kašiwazaki-Kariwa-2 | BWR-5 251-764 | 1067 MW | 1100 MW | 18. 11. 1985      | 8. 2. 1990       | 28. 9. 1990        |          |
| Kašiwazaki-Kariwa-3 | BWR-5 251-764 | 1067 MW | 1100 MW | 7. 3. 1989        | 8. 12. 1992      | 11. 8. 1993        |          |
| Kašiwazaki-Kariwa-4 | BWR-5 251-764 | 1067 MW | 1100 MW | 5. 3. 1990        | 21. 12. 1993     | 11. 8. 1994        |          |
| Kašiwazaki-Kariwa-5 | BWR-5 251-764 | 1067 MW | 1100 MW | 20. 6. 1985       | 12. 9. 1989      | 10. 4. 1990        |          |
| Kašiwazaki-Kariwa-6 | ABWR          | 1315 MW | 1356 MW | 3. 11. 1992       | 29. 1. 1996      | 07. 11. 1996       |          |
| Kašiwazaki-Kariwa-7 | ABWR          | 1315 MW | 1356 MW | 1. 7. 1993        | 17. 12. 1996     | 2. 7. 1997         |          |